# Claudia Lichtenberg
Claudia Lichtenberg, née Häusler le 17 novembre 1985 à Munich, est une coureuse cycliste allemande. Elle a notamment remporté en 2009 deux des principales courses par étapes du calendrier international : le Tour de l'Aude et le Tour d'Italie.
En 2014, elle remporte la Route de France féminine en ayant remporté la première étape et conservée la tête jusqu'au terme de l'épreuve.

## Biographie
Elle obtient son Abitur en 2005 au lycée de Geretsried. Elle étudie ensuite la mécanique à la TU Munich.

### 2009
En 2009, elle rejoint l'équipe Cervélo TestTeam. À la Flèche wallonne, à soixante kilomètres de l'arrivée, Luise Keller et Claudia Häusler passent à l'attaque. Cette dernière se retrouve seule dans la Côte de Bohissau. Elle est reprise peu avant le mur de Huy. Elle trouve cependant la force de repartir avec Marianne Vos, Amber Neben, Emma Johansson et Noemi Cantele. Dans l'ascension, Claudia Häusler accélère au milieu du mur mais se fait passer par Marianne Vos et Emma Johansson. Elle se classe troisième,.
Elle participe au Tour de l'Aude. La leader de l'équipe est Kristin Armstrong. Lors de la quatrième étape, elle fait partie du groupe d'échappée avec Marianne Vos, Nicole Cooke et sa coéquipière Regina Bruins. Le groupe prend plus de deux minutes d'avance et se dispute la victoire. Regina Bruins s'empare du maillot de leader du classement général, tandis que Claudia Häusler devient deuxième. Sur la difficile sixième étape, dans le  col du calvaire elle est la seule avec Kristin Armstrong à pouvoir suivre Trixi Worrack. Elles comptent plus de six minutes d'avance sur leurs poursuivantes à l'arrivée. Claudia Häusler s'adjuge le maillot jaune et possède plus d'une minute de marge sur ses deux compagnons d'échappée au classement général. Elle résiste encore à l'attaque de Trixi Worrack le lendemain et se classe deuxième derrière Marianne Vos. Elle inscrit finalement son nom au palmarès de l'épreuve,.
Sur le Tour d'Italie, elle se présente une nouvelle fois au départ en tant que coéquipière de Kristin Armstrong. Elle se classe septième du contre-la-montre individuel puis troisième de la troisième étape. Sur la sixième étape, elle s'échappe avec Judith Arndt, Mara Abbott, Nicole Brändli et le maillot rose Emma Pooley également membre de la Cervélo TestTeam. Cette dernière est cependant distancée dans la descente. L'échappée se dispute la victoire et compte plus de cinq minutes d'avance sur le groupe de poursuivantes. Claudia Häusler endosse le maillot rose. Elle le défend sur l'étape suivante contre les attaques des membres de l'équipe Columbia-HTC Women et passe la ligne en premier. Elle remporte finalement le classement général de l'épreuve ainsi que son classement par points.

### 2013
Au Tour d'Italie 2013, Claudia Häusler termine deuxième de la troisième étape à quarante-cinq secondes de Marianne Vos qui a attaqué dans la côte. Elle pointe alors à la même place au classement général. Elle est cinquième le lendemain à quelques secondes de la Néerlandaise. Lors de la cinquième étape, Mara Abbott réalise de grands écarts. Claudia Häusler est sixième mais est distancée de deux minutes quarante-neuf. Elle ne perd cependant qu'une place au classement général et devient quatrième. Elle est deuxième de l'étape suivante derrière l'Américaine. Le déclassement de Fabiana Luperini lui permet de remonter d'une place au général. Elle maintient son rang lors du contre-la-montre de la huitième étape et termine donc le Tour d'Italie à la troisième place.
Au Tour de Toscane, elle est septième de la première étape. Au soir de la troisième étape, elle est cinquième du classement général. Le lendemain, en protestation contre les problèmes de sécurité, 59 participantes ne prennent pas le départ. Claudia Häusler remporte ainsi le Tour de Toscane. Elle déclare être très satisfaite de sa cinquième place et ne se considère pas comme la vainqueur du Tour.

### 2014
Aux championnats du monde sur route 2014, elle se dévoue dans le final pour Lisa Brennauer qui termine à la deuxième place.

### 2015
En 2015, sur la Route de France, elle se trouve dans le groupe de tête lors de la troisième étape. Lors de l'étape reine qui se conclut à La Planche des Belles Filles, elle finit troisième et occupe la même position au classement général. Elle conserve sa place jusqu'à la fin de l'épreuve.

### 2016

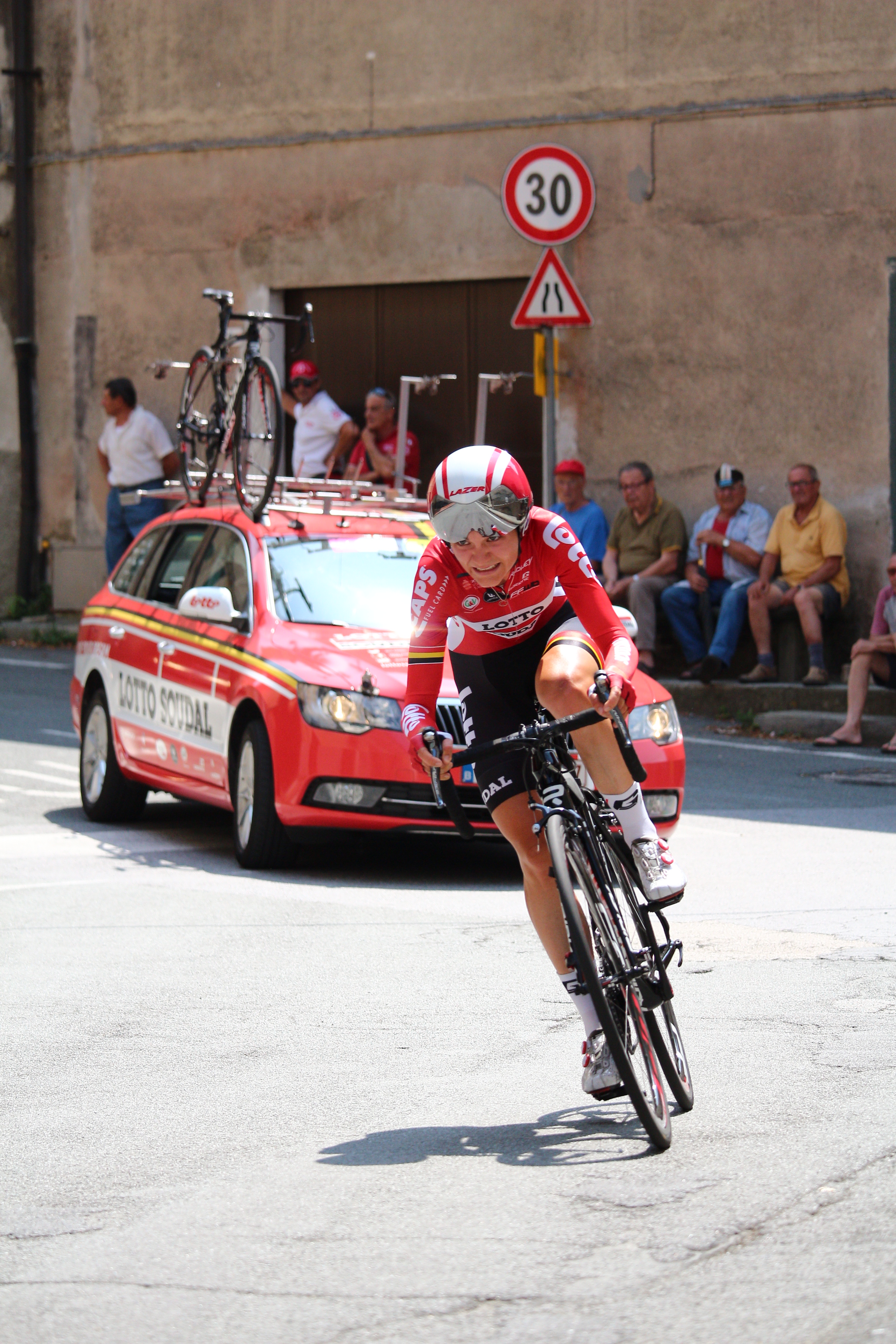
Lors du prologue du Tour d'Italie 2016

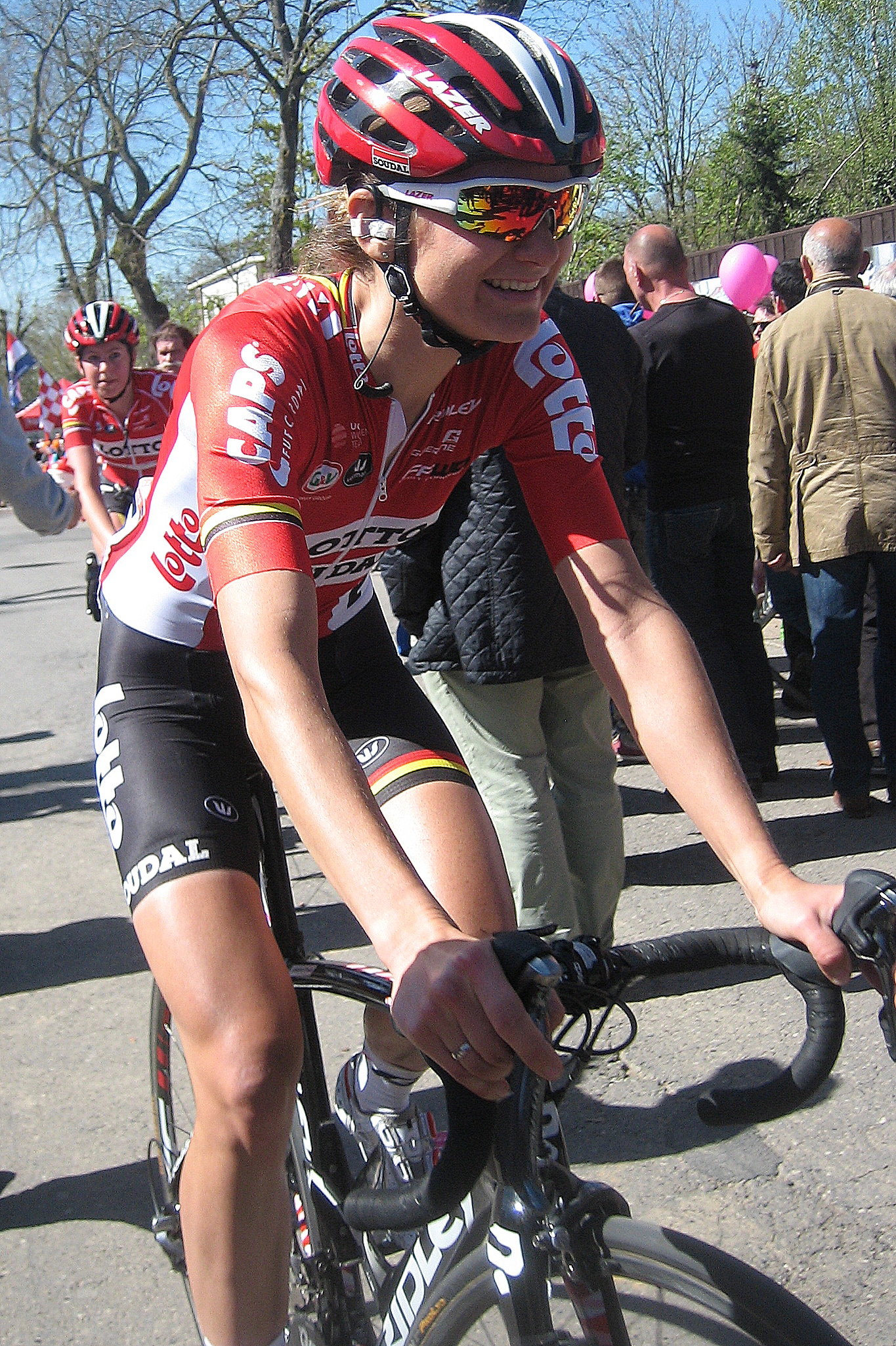
À la Flèche wallonne 2016

Aux Strade Bianche, Claudia Lichtenberg parvient à suivre les meilleures dans les secteurs gravillons, mais ne suit pas l'attaque décisive. Elle se classe huitième. Au Tour des Flandres, Claudia Lichtenberg suit les meilleures jusqu'à la fin et se classe neuvième. À l'Emakumeen Euskal Bira, Claudia Lichtenberg finit huitième de la difficile deuxième étape. Elle remonte à la neuvième place du classement général. Elle est septième de la dernière étape et conclut l'épreuve à la même place au classement général. À la Flèche wallonne, Claudia Lichtenberg ne suit pas le groupe de sept coureuses qui se détachent dans la côte de Cherave. Elle se classe finalement onzième,.
Au Tour d'Italie, Claudia Lichtenberg se montre très régulière : elle fait partie de l'échappée décisive lors de la première étape et se classe cinquième. Le lendemain, elle est sixième de l'arrivée en côte,. Elle est cinquième dans le temps de Megan Guarnier de l'étape passant par le col du Mortirolo,.  Elle finit ensuite quatrième de la sixième étape qui se conclut en montée,,. Alors quatrième du classement général, elle perd une place lors du contre-la-montre individuel,,,. Elle profite cependant de la dernière étape pour passer Mara Abbott et termine donc l'épreuve à la quatrième place.
Au Trophée d'Or, elle se classe quatrième du contre-la-montre inaugural. Sur l'ultime étape, elle s'échappe avec Daiva Tušlaitė et Eri Yonamine. Bien que suivi de près par le peloton, elles se disputent la victoire. Claudia Lichtenberg est la plus rapide. Elle remonte à la deuxième place du classement général. Elle dédie sa victoire à son père décédé quelques jours auparavant.

## Palmarès

### Palmarès année par année
- 2006
  -  Championne d'Allemagne sur route

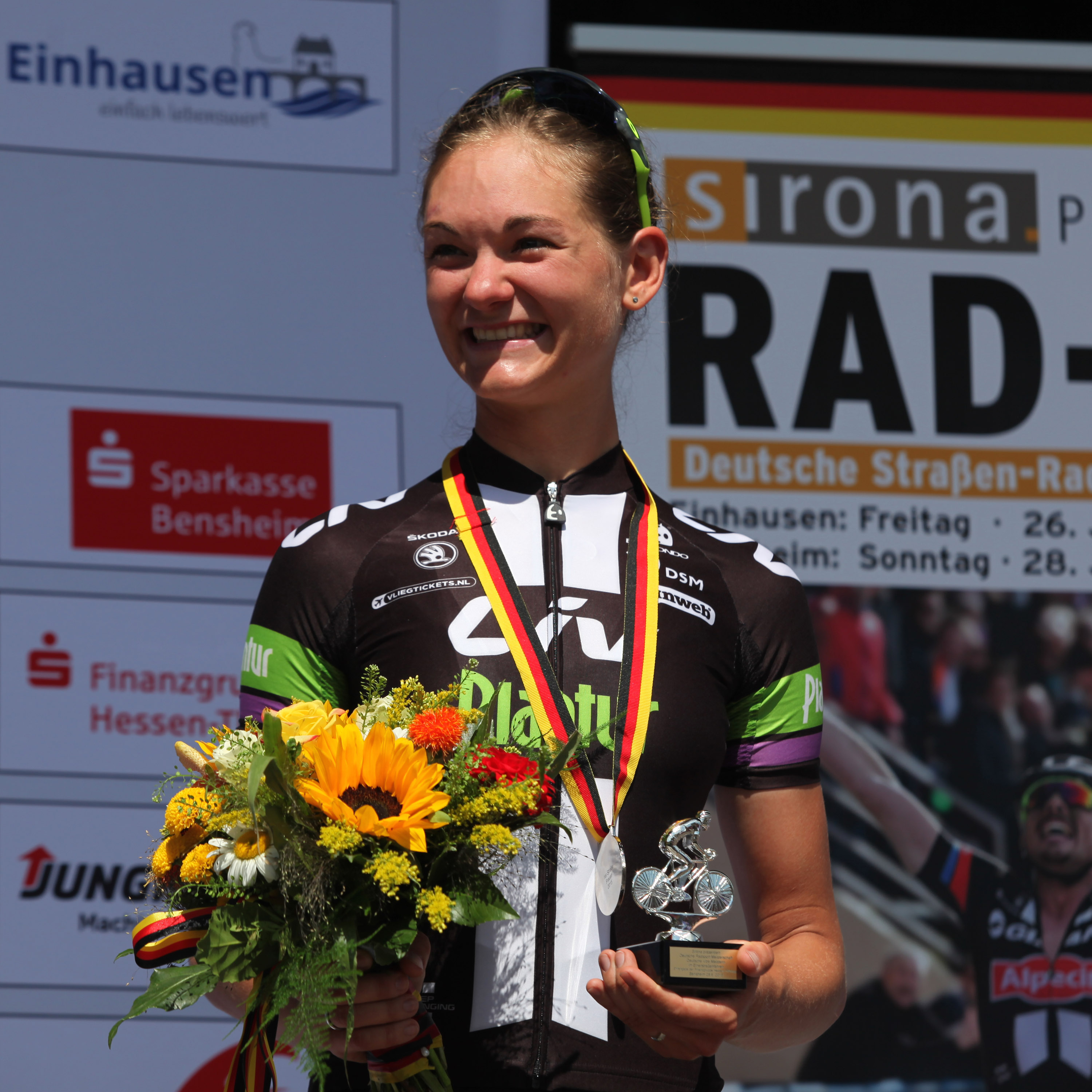
Sur le podium des championnats d'Allemagne sur route 2015

  - 10e du championnat d'Europe espoirs du contre-la-montre
- 2007
  - 2e du championnat d'Allemagne sur route
  - 4e du championnat d'Europe espoirs
  - 10e de la coupe du monde de Montréal
- 2008
  - 7e étape du Tour d'Italie
  - 3e du Tour d'Italie
  - 3e du Tour du Trentin-Haut-Adige-Tyrol-du-Sud
- 2009
  - Tour de l'Aude
  - Tour d'Italie :
    - Classement général
    - 7e étape

  - 2e de l'Emakumeen Bira
  - 3e de la Flèche wallonne
- 2010
  - 3e étape du Tour de l'Aude (contre-la-montre par équipes)
  - Iurreta-Emakumeen Bira
  - 3e du Tour du Trentin-Haut-Adige-Tyrol-du-Sud
  - 4e du Tour d'Italie
- 2011
  - 2e du Tour de Toscane
  - 8e du contre-la-montre par équipes de l'Open de Suède Vårgårda
- 2012
  - 5e étape de l'Exergy Tour
  - 2e du contre-la-montre par équipes de l'Open de Suède Vårgårda
  - 8e du Tour d'Italie
- 2013
  - Joe Martin Stage Race :
    - Classement général
    - Prologue

  - Tour de Toscane
  - 6e étape du Nature Valley Grand Prix
  - 1re étape de la Cascade Classic
  - 2e de la Cascade Classic
  - 3e de la Philadelphia Cycling Classic
  - 3e du Tour d'Italie
  - 10e du contre-la-montre par équipes de l'Open de Suède Vårgårda
- 2014
  - Route de France :
    - Classement général
    - 1re étape

  - 6e du Tour d'Italie
  - 7e du contre-la-montre par équipes de l'Open de Suède Vårgårda
  - 9e de la Flèche wallonne
- 2015
  - 2e du championnat d'Allemagne sur route
  - 3e de la Route de France
  - 5e du Grand Prix de Plouay
  - 6e du contre-la-montre par équipes de l'Open de Suède Vårgårda
- 2016
  - 5e étape du Trophée d'Or
  - 2e du Tour du Trentin international féminin
  - 2e du Trophée d'Or
  - 4e du Tour d'Italie
  - 8e des Strade Bianche
  - 9e du Tour des Flandres
- 2017
  - 9e du Tour d'Italie

### Résultats sur les grands tours

#### Tour de l'Aude
- 2006 : 8e[29]
- 2007 : 20e
- 2008 : 7e. Vainqueur du classement de la meilleure jeune.
- 2009 : Vainqueur. Porteuse du maillot de leader à partir de la 6e étape.
- 2010 : 4e

#### Tour d'Italie
- 2007 : 16e[30]
- 2008 : 3e, vainqueur de la 6e étape et  Vainqueur du classement de la meilleure jeune.
- 2009 :  Vainqueur, vainqueur de la 7e étape. Porteuse du maillot de leader à partir de la 6e étape et Vainqueur du classement par points.
- 2010 : 4e
- 2011 : 16e
- 2012 : 8e
- 2013 : 3e
- 2014 : 6e
- 2015 : 12e
- 2016 : 4e

### Classements mondiaux
| Année          | 2005 | 2006 | 2007 | 2008 | 2009 | 2010 | 2011 | 2012 | 2013 | 2014 | 2015 | 2016 | 2017 |
| Classement UCI | 112e | 45e  | 41e  | 36e  | 11e  | 19e  | 42e  | 59e  | 16e  | 20e  | 52e  | 32e  | 79e  |
| UCI World Tour | -    | -    | -    | -    | -    | -    | -    | -    | -    | -    | -    | 22e  | 48e  |